# ラヨーク
ラヨーク（раёк）は、ロシア語で、字義通りには「小楽園」ほどの意味。拡大解釈によって、野外市や縁日での見世物小屋（とりわけ「のぞき部屋」のたぐい）を意味するようになり、「アダムとイヴの楽園追放」などが最も人気のテーマである。見世物じたいは、拡大鏡を通してボックス内を覗き込まなければならず、リズミカルなジョークが演出に使われる。
ラヨークは、ユーモラスなトークショーといった意味にも使われる。この場合にのぞきは無い。「喋りのラヨーク」こと「ガヴァリーティ・ライカム（говорить райком）」は、韻文を用いてユーモラスに、早口でまくし立てることを意味する。ラヨークは、ショーの場合にせよ語りの場合にせよ、「ラヨーシニク」と呼ばれる放浪の芸術家によって行われてきた。
「低俗な（または露悪的な）娯楽」を表す楽曲の題名にも利用され、有名な例に、ムソルグスキーの歌曲「ラヨーク」や、ショスタコーヴィチの世俗カンタータ「反形式主義的ラヨーク」がある。